# Karl-Heinz Thielen
Karl-Heinz Thielen (Lünen, 2 aprile 1940) è un ex calciatore tedesco, di ruolo attaccante.

## Palmarès

### Club
- Campionato tedesco occidentale: 1

Colonia: 1963-1964
- Coppa di Germania: 1

Colonia: 1967-1968

### Individuale
- Capocannoniere della Coppa delle Fiere: 1

Coppa delle Fiere 1965-1966 (7 gol ex aequo con Timo Konietzka)